# Federação de Futebol da Guiana
A Federação de Futebol da Guiana (em inglês: Guyana Football Federation, ou GFF)  é a entidade máxima do futebol na Guiana. Ela é filiada à FIFA, CONCACAF e a União Caribenha de Futebol. 
A GFF é responsável pela organização de campeonatos de alcance nacional, como o Campeonato Guianense de Futebol, entre outros. Também administra a Seleção Guianense de Futebol de Futebol Masculino e a Seleção Guianense de Futebol Feminino.

## Histórico
A GFF tem como principal atividade a produção e promoção de eventos esportivos. Embora o país faça parte da América do Sul, a federação está filiada à União Caribenha de Futebol e, por este motivo, faz parte da CONCACAF. Sua sede localiza-se na Dadanawa Street, Campbellville, em Georgetow, capital e maior cidade da Guiana.
A filiação à FIFA ocorreu em 1970, sendo que o primeiro campeonato nacional foi organizado somente em 1990. 
O atual presidente é Wayne Shawn Forde, um empresário de 45 anos que nasceu na cidade mineira de Bartica, no rio Essequibo e membro do Comitê Executivo da GFF.

## Estrutura
A GFF é formada por diversas associações regionais (equivalente às federações estaduais no Brasil), que organizam os campeonatos locais.
- Bartica Football Association
- Berbice Football Association
- East Bank Demerara FA
- East Coast Demerara FA
- Essequibo - Pomeroon Football Association (EPFA)
- Georgetown Football Association
- Rupununi Football Association
- Upper Demerara FA
- West Demerara FA

## Comitê Executivo da GFF
Comitê Executivo atual:
| Posição                    | Nome           |
| -------------------------- | -------------- |
| Presidente                 | Wayne Forde    |
| Vice-Presidente            | Bruce Lovell   |
| Vice-Presidente (Suplente) | Rawlston Adams |
| Diretor técnico            | Ian Greenwood  |

## Competições organizadas

### Futebol masculino
| Competição                          | Edição atual | Última edição | Atual campeão                       |
| ----------------------------------- | ------------ | ------------- | ----------------------------------- |
| Primeira Divisão (GFF Elite League) | 2025         | 2024          | Guyana Defence Force FC (3º título) |
| Segunda Divisão (GFF Playoff)       | 2024-25      | 2023-24       | Mainstay Goldstar FC (1º título)    |
| Copa da Guiana (GFF Elite Cup)      | 2025         | 2023          | Guyana Defence Force FC (4º título) |

### Futebol feminino
| Competição               | Edição atual | Última edição | Atual campeão                       |
| ------------------------ | ------------ | ------------- | ----------------------------------- |
| GFF Women's League       | 2025         | 2023-24       | Guyana Defence Force FC (3º título) |
| GFF Women's Super 16 Cup | 2025         | 2024          | Guyana Defence Force FC (1º título) |